# Maruina
Maruina és un gènere d'insectes dípters pertanyent a la família dels psicòdids.

## Distribució geogràfica
Es troba a Amèrica: el Brasil, Puerto Rico, les illes de Sobrevent, el Canadà (Alberta), els Estats Units (Califòrnia, Texas, Colorado, Nevada, Arizona i Nou Mèxic), Costa Rica, l'Argentina, l'illa de Tobago, Mèxic, el Perú i Colòmbia).

## Taxonomia
- Maruina amada (Hogue, 1973)
- Maruina amadora (Hogue, 1973)
- Maruina barrettoi (Bravo, 2005)
- Maruina bellaca (Hogue, 1973)
- Maruina boulderina (Vaillant, 1963)
- Maruina caceresi (Wagner, 1988)
- Maruina cachita (Hogue, 1973)
- Maruina campesina (Hogue, 1973)
- Maruina chaborra (Hogue, 1973)
- Maruina chamaca (Hogue, 1973)
- Maruina chamaquita (Hogue, 1973)
- Maruina chica (Hogue, 1973)
- Maruina chiringa (Hogue, 1990)
- Maruina cholita (Hogue, 1973)
- Maruina colombicana (Wagner & Joost, 1994)
- Maruina dama (Hogue, 1973)
- Maruina doncella (Hogue, 1973)
- Maruina duckhosei (Bravo, 2005)
- Maruina duckhousei (Bravo, 2005)
- Maruina garota (Hogue, 1973)
- Maruina guria (Bravo, 2004)
- Maruina hirta (Johannsen, 1938)
- Maruina hoguei (Wagner, 1993)
- Maruina jezeki (Bravo, 2005)
- Maruina lanceolata (Kincaid, 1899)
- Maruina menina (Bravo & Lago, 2004)
- Maruina mollesi (Vaillant, 1989)
- Maruina muchacha (Hogue, 1973)
- Maruina namorada (Hogue, 1973)
- Maruina nina (Hogue, 1973)
- Maruina pebeta (Ibáñez-Bernal, 1994)
- Maruina pennaki (Vaillant, 1963)
- Maruina pilosella (Müller, 1895)
- Maruina querida (Hogue, 1973)
- Maruina spinosa (Müller, 1895)
- Maruina tica (Hogue, 1973)
- Maruina tobagensis (Wagner, 1993)
- Maruina ursula (Müller, 1895)
- Maruina vidamia (Hogue, 1973)[12][10][13][14]